# Caspar Oimoen
Caspar Aslaksen Oimoen  (* 8. Mai 1906 in Etnedal, Norwegen als Kasper Aslaksen Øimoen; † 28. Juli 1995 in Portland, Oregon) war ein US-amerikanischer Skispringer.
Der in Norwegen geborene Oimoen wanderte früh mit seiner Familie in die USA aus und begann dort mit dem Skispringen.
Bei den Olympischen Winterspielen 1932 stand er erstmals im Aufgebot für die Vereinigten Staaten und sprang von der Normalschanze auf den 5. Platz. Vier Jahre später sprang er bei den Olympischen Winterspielen 1936 in Garmisch-Partenkirchen auf Platz 13.